# Ancaran
Ancaran is een bestuurslaag in het regentschap Kuningan van de provincie West-Java, Indonesië. Ancaran telt 7660 inwoners (volkstelling 2010).